# Kim Stanley Robinson
Kim Stanley Robinson (Waukegan, Illinois, EUA, 23 de març de 1952) és un escriptor de ciència-ficció estatunidenc probablement més conegut per la seva Mars Trilogy (Trilogia de Mart). Ha estat àmpliament elogiat tant pels lectors com per la crítica des del començament de la seva carrera, i és considerat per molts com un dels millors escriptors de ciència-ficció o de qualsevol gènere actuals.
Habitualment, la seva obra aprofunditza en temes ecològics i sociològics i moltes de les seves novel·les semblen ser el resultat directe dels seus propis interessos científics, com els seus 15 anys de recerca sobre Mart i una fascinació de tota la vida pel planeta vermell que van culminar en la seva obra més famosa. Sovint, hi plasma la seva ideologia política—forma part dels Socialistes Democràtics d'Amèrica.
L'obra de Robinson ha estat etiquetada pels crítics com a "ciència-ficció literària"; no obstant ell sempre ha rebutjat aquest tipus d'etiquetes - i simplement ho anomena ciència-ficció. Robinson defensa orgullosament el gènere del qual és un apassionat partidari. A més, la qualitat de la caracterització dels seus personatges, un defecte comú en la ciència-ficció, ha cridat l'atenció de comunitats molt més àmplies que la que normalment rep la ciència-ficció.

## Biografia
Kim Stanley Robinson va néixer a Waukegan (Illinois, EUA). Va estudiar a Califòrnia. El 1974 va rebre el títol de Bachelor en literatura per la Universitat de Califòrnia. El 1975 va obtenir el títol de Master en anglès de la Universitat de Boston. Va rebre el títol de Doctor en anglès de la Universitat de Califòrnia el 1982. La seva tesi doctoral, The Novels of Philip K. Dick, va ser publicada el 1984.
Robinson és un entusiasta alpinista i això ha tingut una forta influència en diverses de les seves obres, notablement Antarctica, Mars Trilogy, "Green Mars" (una història curta del llibre The Martians) i Forty Signs of Rain.
El 1982 es va casar amb Lisa Howland Nowell, una química ambiental. Tenen dos fills. Robinson ha viscut a Califòrnia, Washington DC i Suïssa (durant els anys 80). Actualment viu a Davis, Califòrnia.

## Obres importants

### Three Californias
Aquesta trilogia també es coneix amb el nom de Orange County trilogy i és la primera obra important de Robinson. Els llibres que la componen es titulen The Wild Shore (1984), The Gold Coast (1988) i Pacific Edge (1990). No és una trilogia en el sentit tradicional; en lloc d'explicar una sola història, els llibres presenten tres mons futurs molt diferents però igualment possibles. Tots tres se situen a Califòrnia en un futur proper.
The Wild Shore mostra una Califòrnia que intenta retornar a la civilització després d'haver estat devastada, igual que la resta d'Amèrica, per una guerra nuclear. The Gold Coast mostra una Califòrnia sobreindustrialitzada, obsessionada i dependent de la tecnologia de forma creixent i desgarrada per les lluites entre els fabricants d'armes i els terroristes. Pacific Edge presenta una Califòrnia en la qual la pràctica sostenible i ecològica ha esdevingut la norma i les cicatrius del passat són curades lentament.
Encara que inicialment no sembla haver-hi cap connexió, els tres llibres treballen junts per a presentar una causa comuna. El primer mostra la humanitat paralitzada per la falta de tecnologia, en el segon la humanitat està desbordada i quasi completament deshumanitzada per un excés de tecnologia (amb el consegüent dany ambiental) i el tercer mostra un compromís entre els dos mons anteriors. Encara que el tercer és, en efecte, una novel·la utòpica, tot i així hi ha també conflicte, tristesa i tragèdia.

### The Mars Trilogy
Aquesta trilogia és l'obra més coneguda de Robinson. És una llarga obra de ciència-ficció dura que explica el primer establiment a Mart d'un grup de científics i enginyers. Els seus tres volums són Red Mars (1992), Green Mars (1993) i Blue Mars (1996), els títols dels quals marquen els canvis ambientals que tenen lloc en el planeta al llarg de la història. La història comença l'any 2026 quan els primers colons viatgen cap a Mart i cobreix els següents 200 anys d'història futura. Al final de la trilogia, Mart està densament poblat i terraformat, amb una dimensió política i social complexa i pròspera.
Hi ha molts arguments que es desenvolupen junts al llarg de la trilogia. La ciència, la sociologia i la política es cobreixen amb gran detall, evolucionant de forma realista al llarg de la narració. La fascinació de Robinson per la ciència i la tecnologia és clara, però queda hàbilment compensada per un fort component d'humanitat. La caracterització dels personatges és rica i atractiva, un fet rar en la ciència-ficció, especialment en la ciència-ficció dura. Els interessos personals de Robinson, incloent la sostenibilitat ecològica, el dimorfisme sexual i el mètode científic afloren de forma intensa, però sense prendre mai la forma d'una classe didàctica. La seva passió per l'alpinisme també es mostra clarament, tot i que queda lligada amb la narrativa d'una forma molt més elegant que en algunes de les seves novel·les posteriors.

### Antarctica
Antarctica (1997) segueix molt de prop els passos de la trilogia de Mart i cobreix gran part del mateix terreny a pesar de les diferències en la localització dels esdeveniments. Com indica el títol, l'acció se situa en el continent antàrtic en un futur pròxim, però evoca molts dels mateixos temes, tractant com tracta amb científics en un ambient aïllat, i l'efecte que això té en les seves personalitats i interaccions personals. També evoca el mateix sentit de bellesa i meravella davant d'un escenari hostil i inhòspit.
Com en tota l'obra posterior de Robinson, la sostenibilitat ecològica és un dels temes importants. Gran part de l'acció ve catalitzada per la recent expiració del Tractat Antàrtic i el perill d'una invasió i destrucció del delicat entorn antàrtic per culpa d'interessos econòmics.

### The Martians
The Martians (1999) és una col·lecció d'històries curtes que involucra a molts dels mateixos personatges i escenaris introduïts en la trilogia de Mart. Les històries tenen lloc abans, durant, després, o en lloc de, els esdeveniments de la trilogia; algunes amplien la història de caràcters ja coneguts, d'altres n'introdueixen de nous. També inclou la Constitució Marciana i poesia escrita per un habitant de Mart. És una peça útil per a acompanyar la trilogia original, encara que alguns l'han criticat com un intent per part de Robinson de fer diners a partir de l'èxit previ.

### The Years of Rice and Salt
The Years of Rice and Salt (2002) és una obra èpica d'història alternativa que tracta sobre un món en el que, durant l'edat mitjana, la Pesta Negra va anihilar la totalitat de la població europea, eliminant així el cristianisme i l'origen del que actualment es coneix com a "civilització occidental". Cobreix deu generacions d'història focalintzant-se en successives reencarnacions dels mateixos personatges a mesura que passen a través de diferents genères, classes socials i (en un dels casos) espècies.
El llibre explica la hipotètica evolució política i social i l'expansió geogràfica de les cultures asiàtiques i americanes natives, destacant la cultura i la filosofia musulmanes, xineses i hindús. Alguns lectors han trobat el format frustrant, ja que només se'ls permet una breu visió de cada etapa de l'evolució històrica de la humanitat abans que la narració salti cap a la següent etapa de la història.

### Science in the Capitol
Science in the Capitol és una trilogia formada pels llibres Forty Signs of Rain (2004), Fifty Degrees Below (2005) i Sixty Days and Counting (2007).
Aquesta sèrie de llibres explora les conseqüències del canvi climàtic, tant a nivell global com en l'efecte en els personatges principals de l'obra: uns quants treballadors de la National Science Foundation i persones relacionades amb ells. L'acció transcorre principalment a Washington DC i a Califòrnia. Un tema recurrent en Robinson, i que retorna en aquest llibre, és el de la filosofia budista, representada en la trilogia pels ambaixadors als Estats Units de l'estat fictici de Khembalung situat en una illa en el delta del Ganges. El territori d'aquest estat corre un greu perill de quedar literalment submergit per l'augment del nivell del mar i la reacció dels khembalís es compara amb la de washingtonians.

### Galileo's Dream
Galileo's Dream (2009) és una novel·la de ciència-ficció amb elements de ficció històrica. S'hi descriu la vida del científic i astrònom del segle xvii Galileo Galilei, i la societat futuristica que viu a les llunes galileanes que ell va descobrir. Va ser publicat en tapa dura el 6 d'agost de 2009 al Regne Unit i el 29 de desembre de 2009 als EUA.
Robinson va ser elogiat per la seva descripció de Galileu, tant en la seva grandesa com en les seves debilitats, i pel maneig de temes com la relació entre la nostra percepció del temps i la memòria.

### 2312
2312 (2012) és una novel·la de ciència-ficció que se situa en l'any 2312 quan la humanitat s'ha estès per tot el sistema solar. La novel·la va guanyar el Premi Nebula a la millor novel·la de 2012.
La novel·la comença l'any 2312 a la gran ciutat de Terminator, al planeta Mercuri, la qual està construïda sobre pistes gegantines per tal de romandre constantment al costat nocturn del planeta. Swan Er Hong, una artista i ex-dissenyadora de Terrariums (espais habitables a l'interior d'asteroides), està de dol per la mort sobtada de la seva àvia, Alex, qui era molt influent entre els habitants de Terminator. Després de la processó funeral, Swan decideix anar a Io a visitar a un amic d'Alex, Wang, qui ha dissenyat un dels més grans Qubes o ordinadors quàntics. Mentre Swan es troba a Io visitant a Wang, aparentment es produeix un fallit atac d'algun tipus. Poc després segueix un violent atac contra Terminator. Mentre viatja, Swan aprèn més sobre el misteri que envolta la mort de la seva àvia i la destrucció de Terminator, la seva ciutat materna. Juntament amb Wahram i Genette, Swan viatja per tot el sistema solar i investiga una creixent sèrie de conspiracions.

## Altres novel·les
- Icehenge (1984) explica la història del descobriment d'un monument a l'estil de Stonehenge però format per grans blocs de gel en el planeta Plutó, i la subsegüent investigació sobre el seu origen. L'escenari de la novel·la presenta algunes semblances amb el de la trilogia de Mart, però amb un rerefons més fosc i distòpic.
- The Memory of Whiteness (1985) tracta sobre un únic i fantàstic instrument musical i els problemes als que s'ha d'enfrontar el seu nou propietari mentre recorre el sistema solar.
- A Short, Sharp Shock (1990) és una de les poques històries de fantasia de Robinson. Tracta sobre un home amnèsic que viatja a través d'un món misteriós en busca d'una dona que apareix en els seus primers records.

## Premis
The Wild Shore
- Premi Locus 1985.

A Short, Sharp Shock
- Premi Locus 1991.

Pacific Edge
- Premi John W. Campbell Memorial 1991.

Red Mars
- Premi Nebula 1993.

Green Mars
- Premi Hugo 1994.
- Premi Locus 1994.

Blue Mars
- Premi Hugo 1997.
- Premi Locus 1997.

Antarctica
- Premi Alex 1999.

The Martians
- Premi Locus 2000.

The Years of Rice and Salt
- Premi Locus 2003.

2312
- Premi Nebula 2012.[7]